# Guardians of RISE Championship
Le Guardians of RISE Championship est un championnat de catch féminin par équipe utilisé par la Rise Wrestling (RISE). Il est créé le 7 juillet 2018 quand Dust et Raven's Ash remportent un match à quatre équipes à élimination comprenant Britt Baker et Chelsea Green, Charli Evans et Jessica Troy ainsi que Kylie Rae (en) et Miranda Alize. Depuis sa création, deux équipes ont détenu ce titre pour autant de règne et n'a jamais été vacant. Les championnes actuelles sont Jessicka Havok et Nevaeh (en).

## Histoire
Le 8 juin 2018, la Rise Wrestling (RISE) annonce les combats qui vont avoir lieu le 7 juillet pour RISE 9: RISE of the Knockouts où va avoir lieu un combat pour désigner les premières championnes Guardians of RISE. Le 30 juin, cette fédération annonce dans un communiqué que les premières championnes seront les gagnantes d'un combat à élimination opposant quatre équipes. Le 7 juillet au cours de RISE 9: RISE of the Knockouts, Dust et Raven's Ash battent Britt Baker et Chelsea Green, Charli Evans et Jessica Troy ainsi que Kylie Rae (en) et Miranda Alize pour devenir les premières championnes.
| # | Championnes                   | Nb | Date           | Durée                      | Lieu                  | Notes | Réf   |
| - | ----------------------------- | -- | -------------- | -------------------------- | --------------------- | --- | ----- |
| 1 | Dust et Raven's Ash           | 1  | 7 juillet 2018 | 8 mois et 22 jours         | Naperville (Illinois) | Elles battent Britt Baker et Chelsea Green, Charli Evans et Jessica Troy ainsi que Kylie Rae (en) et Miranda Alize dans un match à quatre à élimination pour devenir les premières championnes. | [ 3 ] |
| 2 | Jessicka Havok et Nevaeh (en) | 1  | 29 mars 2019   | 5 ans, 11 mois et 13 jours | Berwyn (Illinois)     | | [ 4 ] |